# Alessandro Andrei
Alessandro Andrei, född 3 januari 1959 i Florens, Toscana, är en italiensk före detta kulstötare. 
Andrei blev olympisk mästare 1984 i Los Angeles, vann VM-silver hemma i Rom 1987 samt vann bronsmedaljen vid Europamästerskapen inomhus 1984 i Göteborg. Vidare noterade Andrei världsrekord 12 augusti 1987 då han stötte 22,91 i Viareggio, Italien. Andrei raderade därmed ut Brian Oldfields tolv år gamla rekord. År 1988 förlorade Andrei världsrekordet till DDR:s Ulf Timmermann (23,06) men var vid början av säsongen 2007 alltjämt tredje bäste genom tiderna.